# 布勒旺
布勒旺（法語：Brevans，法語發音：[bʁəvɑ̃]）是法国汝拉省的一个市镇，属于多勒区。

## 地理
布勒旺（47°5'48"N, 5°31'26"E）面积3.62 平方千米，位于法国勃艮第-弗朗什-孔泰大區汝拉省，该省份为法国东部内陆省份，北起上索恩省，西北接科多尔省，西临索恩-卢瓦尔省，南至安省，东与杜省和瑞士接壤。
与布勒旺接壤的市镇（或旧市镇、城区）包括：欧蒂姆、巴沃朗、多勒、法勒唐、罗什福尔叙讷农。

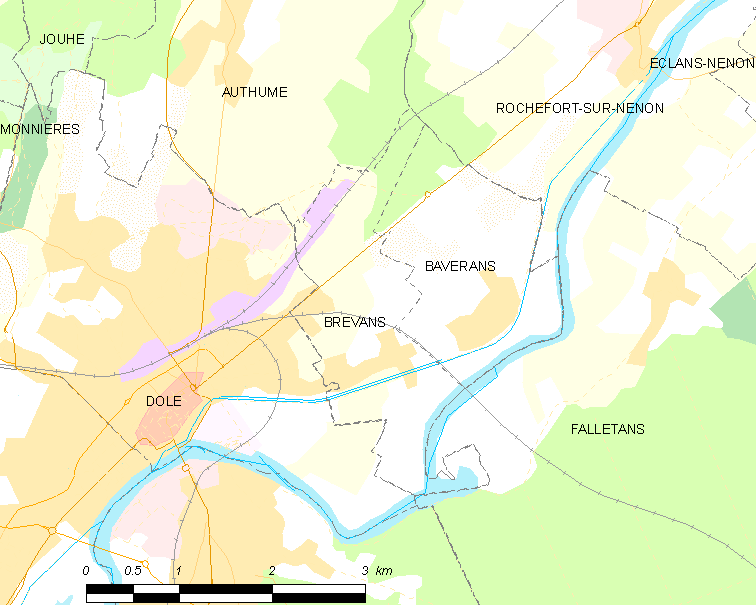
布勒旺的OSM定位图

布勒旺的时区为UTC+01:00、UTC+02:00（夏令时）。

## 行政
布勒旺的邮政编码为39100，INSEE市镇编码为39078。

## 政治
布勒旺所属的省级选区为欧蒂姆县。

## 人口

1962-2008年间布勒旺人口变化图示

布勒旺于2022年1月1日时的人口数量为683人。